# Mellerstbodtjärnen
Mellerstbodtjärnen är en sjö i Ånge kommun i Medelpad och ingår i Ljungans huvudavrinningsområde. Sjön har en area på 0,0718 kvadratkilometer och ligger 366,3 meter över havet.

## Delavrinningsområde
Mellerstbodtjärnen ingår i det delavrinningsområde (692570-152003) som SMHI kallar för Namn saknas. Medelhöjden är 292 meter över havet och ytan är 29,64 kvadratkilometer. Räknas de 17 avrinningsområdena uppströms in blir den ackumulerade arean 149,76 kvadratkilometer. Roggån som avvattnar avrinningsområdet har biflödesordning 2, vilket innebär att vattnet flödar genom totalt 2 vattendrag innan det når havet efter 80 kilometer. Avrinningsområdet består mestadels av skog (85 procent). Avrinningsområdet har 0,07 kvadratkilometer vattenytor vilket ger det en sjöprocent på 0,2 procent.